# Paronychia argentea
Paronyque argentée
Espèce
Paronychia argentea, en français la paronyque argentée, est une espèce de plantes de la famille des Caryophyllacées.

## Taxonomie
L'espèce est décrite en 1779 par Jean-Baptiste de Lamarck.

### Synonymes
- Paronychia nitida Gaertn. 1791
- Paronychia mauritanica (Schult.) Rothm. & Q.J.P.Silva 1939
- Paronychia italica (Vill.) Schult. in Roem. & Schult. 1819
- Paronychia cuatrecasii Sennen 1929
- Paronychia carpetana Pau 1895
- Illecebrum mauritanicum Schult. in Roem. & Schult. 1819
- Illecebrum maritimum Vill. 1801
- Paronychia pubescens DC. in Lam. & DC. 1805
- Paronychia glomerata Moench 1794
- Chaetonychia paronychia (L.) Samp[2].
- Ferriera mediterranea Bubani
- Illecebrum argenteum Pourr.
- Illecebrum italicum Vill.
- Illecebrum narbonnense Vill.
- Illecebrum paronychia L.
- Plottzia paronychia (L.) Samp[3].

## Répartition
L'espèce est présente dans le sud-ouest de l'Europe, en Afrique du Nord, en Asie occidentale et dans la péninsule arabique.